# Постдиско
Постдиско — це термін для опису наслідків в історії популярної музики приблизно в 1978—1990 роках, починаючи з безпрецедентної негативної реакції на диско-музику в Сполучених Штатах, що призвело до громадянських заворушень і бунтів у Чикаго, відомих як Disco Demolition Night у липні. 12, 1979, і нечітко закінчується появою мейнстріму нової хвилі в 1980 році. Під час свого замирання дискотека демонструвала дедалі більш електронний характер, що незабаром послужило сходинкою до нової хвилі, олдскульного хіп-хопу, євродиско, а на зміну йому прийшла андеграундна клубна музика під назвою hi-NRG, яка була її прямим продовженням.
На Східному узбережжі розгорнувся андеграундний рух диско-музики, який водночас був «роздягненим» і мав «радикально різні звуки», який «не був ані диско, ані R&B». Цю сцену, відому як пост-диско, що обслуговує мегаполіс Нью-Йорка, спочатку очолювали міські сучасні митці, частково у відповідь на надмірну комерціалізацію та мистецький занепад диско-культури. Розроблено на основі ритм-енд-блюзового звучання, удосконаленого Parliament-Funkadelic, електронної сторони диско, техніки дубляжу та інших жанрів. Пост-диско був типовим для музичних груп Нью-Йорка, таких як «D» Train і Unlimited Touch, які дотримувалися більш міського підходу, тоді як інші, як Material і ESG, більш експериментальний. Пост-диско, як і диско, був ринком синглів, який контролювався здебільшого незалежними звукозаписними компаніями, які досягли перехресного успіху в чартах на початку та в середині 1980-х років. Більшість творчого контролю перебувала в руках продюсерів звукозапису та клубних ді-джеїв, що було трендом, який пережив еру денс-попу.

## Характеристики

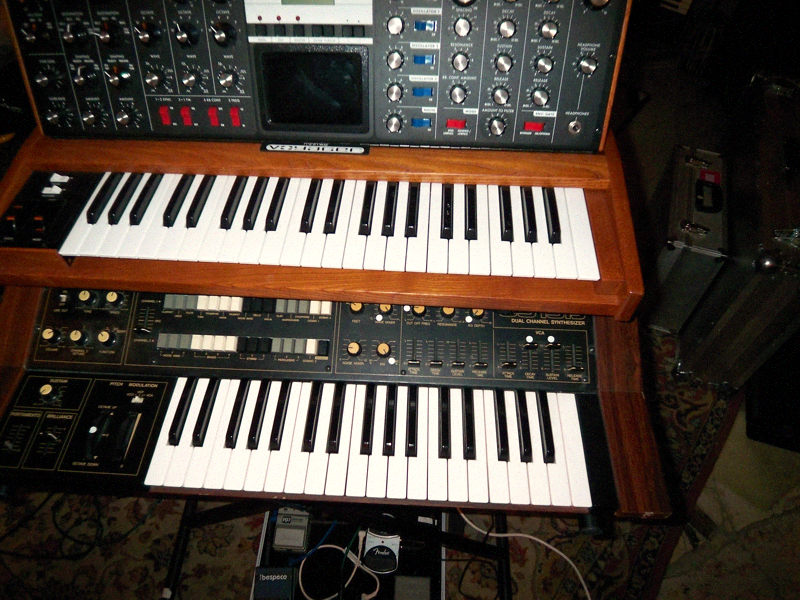
Синтезатори зіграли вирішальну роль у розвитку пост-диско.

Драм-машини, синтезатори, секвенсори частково або повністю домінували в композиції або змішувалися з різними акустичними інструментами, залежно від виконавця та року. Електронні інструменти ставали все більш поширеними з кожним роком протягом цього періоду і повністю домінували в жанрі до середини 1980-х років.
Основною силою пост-диско був переважно 12-дюймовий формат синглів і короткотривала співпраця (багато з них — співаки з одним хітом), тоді як продюсери інді-записів відіграли важливу роль у музичному напрямку, до якого прямувала сцена. Музика, яка здебільшого обслуговувала танцювальну та міську аудиторію, пізніше зуміла вплинути на більш популярних і мейнстрімових виконавців, таких як Мадонна, New Order або Pet Shop Boys.
Музика, як правило, була орієнтована на технології, клавішна, мелодійна, з фанк -орієнтованими басовими лініями (часто виконуваними на Minimoog), синтезаторними рифами, естетикою даб-музики та фоновими джазовими або блюзовими фортепіанними шарами. Для струнних і духових секцій перевагу надавали синтезаторним звукам, а не пишній оркестровці, яка чулася на багатьох диско-треках, хоча пізніше такі аранжування знову з'явилися в деякій хаус-музиці. Душевний жіночий вокал, однак, залишався суттю пост-диско.

## Піонери і послідовники
Певні виконавці психоделічного соулу, такі як Sly and the Family Stone, любили розширювати межі традиційної музики, використовуючи електронний орган, який мав бути попередником синтезатора. Мультиінструменталіст Стіві Вондер був одним із перших виконавців, які заглибились у сферу аналогового синтезатора після того, як його вразила робота TONTO Expanding Head Band, впливового багатонаціонального дуету звукових дизайнерів електронної музики. Вондер зауважив: «Як це чудово в той час, коли технологія та музична наука знаходяться на найвищій точці еволюції… Тост за велич, тост за Zero Time, назавжди». З ростом персоналізованих синтезаторів на ринку вони ставали все більш комерційно доступними та простими у використанні, особливо ті, які виробляє Roland Corporation. Одним із перших користувачів був передовий художник Джордж Клінтон і його колективний проект Parliament-Funkadelic. Фанк-ритми, психоделічні гітари, синтетичні баси, особлива мелодійність і музичний мінімалізм P-Funk. Учасник Brooklyn Transit Express Кашіф, відомий тим, що під час туру групи використовував бас-синтезатор, пізніше виступив соло як продюсер звукозапису та почав створювати пісні під впливом фанку для Евелін «Шампанське» Кінг, які продемонстрували підхід, схожий на мінімалізм, нехтування аранжуваннями диско-музики та приналежність до методу «one-man band», який раніше проклав Вондер. Інші сфери впливу включають спробу ді-джеїв-новаторів і продюсерів випускати альтернативні мікси тих самих синглів, так звані даб-мікси. Ді-джей Ларрі Леван застосовував елементи даб-музики у своїх постановках і міксах для різних пост-диско виконавців, у тому числі для своєї власної групи The Peech Boys. У музичному плані був пошук нетрадиційної музики, з якої можна було б почерпнути нові ідеї, найчастіше блюз, а також інші стилі, такі як регі тощо.

### Хронологія
Хоча немає точного моменту початку пост-диско, багато синт-поп і електронних музикантів того часу продовжували вдосконалювати сире мінімалістичне звучання, зосереджуючись на синтезаторах і клавішних інструментах. Як зазначив Пейн, драм-машини також відігравали важливу роль у міській музиці загалом.
| #              | Подія |
| -------------- | --- |
| 1977– 1979 рік | Поки диско-музика перебувала в розквіті, валторна та струнні секції були основним компонентом диско- та поп-пісень. Цей звук також називають диско оркестровкою. Однак деякі музиканти і продюсери повністю відмовилися від пишного звучання оркестру, що приписало новий напрямок танцювальної музики. - Кілька міжнародних прикладів, зокрема французький музичний проект Black Devil Disco Club, французький музикант Cerrone і бельгійська група Telex. - Parliament-Funkadelic у США. Вони відомі тим, що активно використовують бас і «звичайні» синтезатори, а також винайшли стиль P-Funk . |
| 1980–1981 рік  | Після успіху спродюсованого Квінсі Джонсом альбому Off the Wall та інших напівмейнстрімових міських музичних груп, таких як Lakeside, інші диско-музичні групи або розпустили, або адаптували нове звучання (наприклад, The Whispers, The SOS Band, Inner Life, Earth, Wind & Fire і Shalamar у США; Nick Straker Band і Freeez у Великобританії). Інші музиканти, на яких вплинуло пост-диско, включають Стейсі Латтісоу, Куртіса Блоу та Джорджа Дьюка. - Серед музичних продюсерів, які експериментували з новими звуками: - Лерой Берджесс і Патрік Адамс, які також працювали разом як The Universal Robot Band - Kashif, який продюсував матеріал для Evelyn «Champagne» King (альбоми з I'm in Love to Get Loose) і Melba Moore. - Реміксери, діджеї та інші особистості, які впливають на пост-диско, включають Ніка Мартінеллі, Рона Харді та Ларрі Левана.                                                                                       |
| 1982 рік       | Золотий вік пост-диско, коли звук пост-диско став мейнстрімом. Однак більшість музикантів досягли успіху в інших чартах, окрім Billboard Hot 100. Ця епоха також охопила експериментальні орієнтовані на No Wave пост-дискотечні виступи, такі як Material, Liquid Liquid, Dinosaur L і Was (Not Was). Найзначнішим пост-диско альбомом є Thriller Майкла Джексона, який також став найбільш продаваним альбомом усіх часів. Ларрі Леван і NYC Peech Boys записали прото-хаус-композицію «Don't Make Me Wait». З'явилися нові групи та музиканти епохи, зокрема Imagination, D. Train, Skyy, Aurra, Komiko, Vicky D, Rockers Revenge, Dayton та Unlimited Touch. - Виконавці, на яких вплинуло пост-диско, включають - США: Mtume, Con Funk Shun, Cameo, BB &amp; Q. Band, Bar-Kays, Patrice Rushen, Cheryl Lynn та Indeep. - Великобританія: Central Line, Chas Jankel і Level 42. - Франція та Західна Німеччина: Indochine, Téléphone, Fancy, The Twins |
| 1983– 1984 рік | У цю епоху пост-диско досяг свого найвищого розквіту. Тим часом вийшов комерційно успішний дебютний альбом Мадонни, продюсером якого став Реджі Лукас з Mtume і Jellybean, інших продюсерів цього руху. Він також почав втручатися в музику гаражного хаусу та фрістайлу, таким чином успішно сформувавши пост-диско в електро. Цю зміну також можна почути у фільмах на тему брейк-дансу та хіп-хопу, таких як Beat Street і Breakin'. - Серед нових музикантів, які зазнали впливу, є Class Action, Instant Funk, The Deele, Shannon і Up Front. - Музичні особистості включають Франсуа Кеворкяна, Артура Бейкера, Шепа Петібоуна, Джона «Джеллібіна» Бенітеза, Френкі Наклза. |
| 1985– 1987 рік | У цю епоху пост-диско було розчинено в різних музичних сферах і сценах, в тому числі - танцювальна поп-музика, відома як денс-поп - техно та хаус музика. Коли пост-диско досягло своєї кульмінації, техніки накладення, записані Peech Boys та іншими артистами початку 1980-х, на той час були майже виключені й замінені варіантами синт-попу. Рух вижив як кросовер музики після диско-фрістайлу, яка охопила Raww, Hanson &amp; Davis, Timex Social Club, Starpoint і Miami Sound Machine. |

## Спадщина
Звуки пост-диско 1980-х також надихнули багатьох норвезьких продюсерів танцювальної музики. Деякі репери, такі як Ice Cube або EPMD, побудували свою кар'єру на фанк-орієнтованій пост-диско музиці (їх надихнули, наприклад, улюблені танцювальні майданчики, такі як Zapp і Cameo). Крім того, на Шона «Паффі» Комбса опосередковано вплинула R&B-орієнтована пост-диско музика.